# خانه عبدالحمید تولائی
خانه عبدالحمید تولائی مربوط به دوره قاجار است و در شیراز، خیابان قاآنی، کوچه مقنی‌ها، پلاک ۵۱ واقع شده و این اثر در تاریخ ۱۸ مهر ۱۳۵۶ با شمارهٔ ثبت ۱۵۶۱ به‌عنوان یکی از آثار ملی ایران به ثبت رسیده است.